# Михайлівська цілина
Миха́йлівська цілина́ — степовий природний заповідник в Україні. Розташований у межах Сумської області, на заході Лебединського району, на північний захід від села Степового, та частково в межах Недригайлівського району. 

## Історія
Створений у 1928 році. Площа на час створення — 202,5 гектари. До 2009 року був філією Українського державного степового природного заповідника; указом президента України від 11 грудня 2009 року виокремлений у заповідник, зі збільшенням площі до 882,9 га. 

### Про статус МЦ як окремої установи
Згідно з Указом Президента України Віктора Ющенка № 1035, Кабінет Міністрів України повинен:
1. забезпечити:
  - вирішення питання щодо утворення адміністрації природного заповідника «Михайлівська цілина» та забезпечення її функціонування;
  - затвердження у тримісячний строк у встановленому порядку Положення про природний заповідник «Михайлівська цілина»;
  - підготовку протягом 2010–2011 років матеріалів та вирішення відповідно до законодавства питань щодо вилучення та надання у постійне користування природному заповіднику «Михайлівська цілина» 882,9 гектара земель, зокрема підготовку та внесення в установленому порядку пропозицій про зміну меж території Українського степового природного заповідника, а також розроблення проєкту землеустрою щодо відведення земельних ділянок і проєкту землеустрою з організації та встановлення меж території природного заповідника, отримання державних актів на право постійного користування земельними ділянками;
  - розроблення протягом 2010–2012 років та затвердження в установленому порядку Проєкту організації території природного заповідника «Михайлівська цілина», охорони його природних комплексів;
2. передбачити під час доопрацювання проєкту Закону України «Про Державний бюджет України на 2010 рік» та підготовки проєктів законів про Державний бюджет України на наступні роки кошти, необхідні для функціонування природного заповідника «Михайлівська цілина».

### Про створення адміністрації установи
Наказом Мінприроди від 4 вересня 2018 року № 300-О виконуючим обов’язки директора природного заповідника «Михайлівська цілина» призначено Дудченко Григорія Івановича. 

## Об'єкти охорони

### Цінності
Охороняється єдина в Україні цінна ділянка лучного степу в лісостеповій зоні. 
Експертна рада Сумської області визначила сім чудес природи Сумщини і одним з них стала «Михайлівська цілина».

### ТериторіїПЗФу складі МЦ
Нерідко оголошенню національного парку або заповідника передує створення одного або кількох об'єктів природно-заповідного фонду місцевого значення. В результаті, великий ПЗ фактично поглинає раніше створені ПЗФ. Проте їхній статус зазвичай зберігають. 
До складу території природного заповідника «Михайлівська цілина» входять такі об'єкти ПЗФ України: 
- Відділення УСПЗ «Михайлівська цілина»
- Заказник місцевого значення «Катеринівський», ботанічний
- Заказник місцевого значення «Довге», ботанічний
- Заказник місцевого значення «Грушевський», ботанічний
- Заказник місцевого значення «Лозовогрушевий», ботанічний
- Заказник місцевого значення «Пристайлівський», ботанічний
- Заказник місцевого значення «Саївський», ботанічний

### Флора
Рослинний покрив цілини схожий з рослинністю південних степів. У його складі головне місце займають різнотравно-тирсові і різнотравно-типчаково-тирсові угрупування, які головним чином зростають в південно-східній і східній частинах заповідника. Але в Михайлівському степу також є рослинність, характерна для північних степів. Наприклад, лише тут зростають дзвоники і різні вологолюбні рослини. Тут мало ковили пірчастої, натомість багато широколистих злаків — стоколос безостий, пирій, куничник та інших рослин, не властивих степам півдня. Всього тут зареєстровано 525 видів судинних рослин. На Михайлівській цілині трапляються рідкісні рослини: дельфіній клиноподібний, астрагал, голубчик боровий та інші. До Червоної книги України занесені брандушка різнобарвна, горицвіт весняний, сон широколистий, ковила волосиста, ковила тонколиста, ковила пірчаста, рябчик руський. Є в степу і звичні для України ромашка, волошка, льон. На території Михайлівського степу є озерця, болота, які під час злив заповнюються водою.
Після запровадження заповідного режиму, припинення інтенсивного пасовищного навантаження та викошування степ втратив свій первинний вигляд. Сучасний стан степу є результатом тривалих та багатовекторних перетворень, що проявляються у процесах саморозвитку природних екосистем, дослідження яких є основним завданням заповідників.

### Фауна
Завдяки заповідному режиму за півстоліття створилися умови і для збагачення фауни. Трапляються лось, кабан, і навіть вовк. Останнім часом усе частіше з'являються сарни («дикі кози»). Постійними мешканцями є заєць сірий і лисиця руда. З дрібних хижаків спорадично трапляються горностай, ласка, куниця. Дуже багато дрібних гризунів. Степових тварин репрезентує тушканчик великий, занесений до ЧКУ, а також сліпак звичайний. Численні птахи. З раритетних видів пернатих зустрічаються сірий сорокопуд, лунь лучний, боривітер звичайний, деркач.

## Зображення

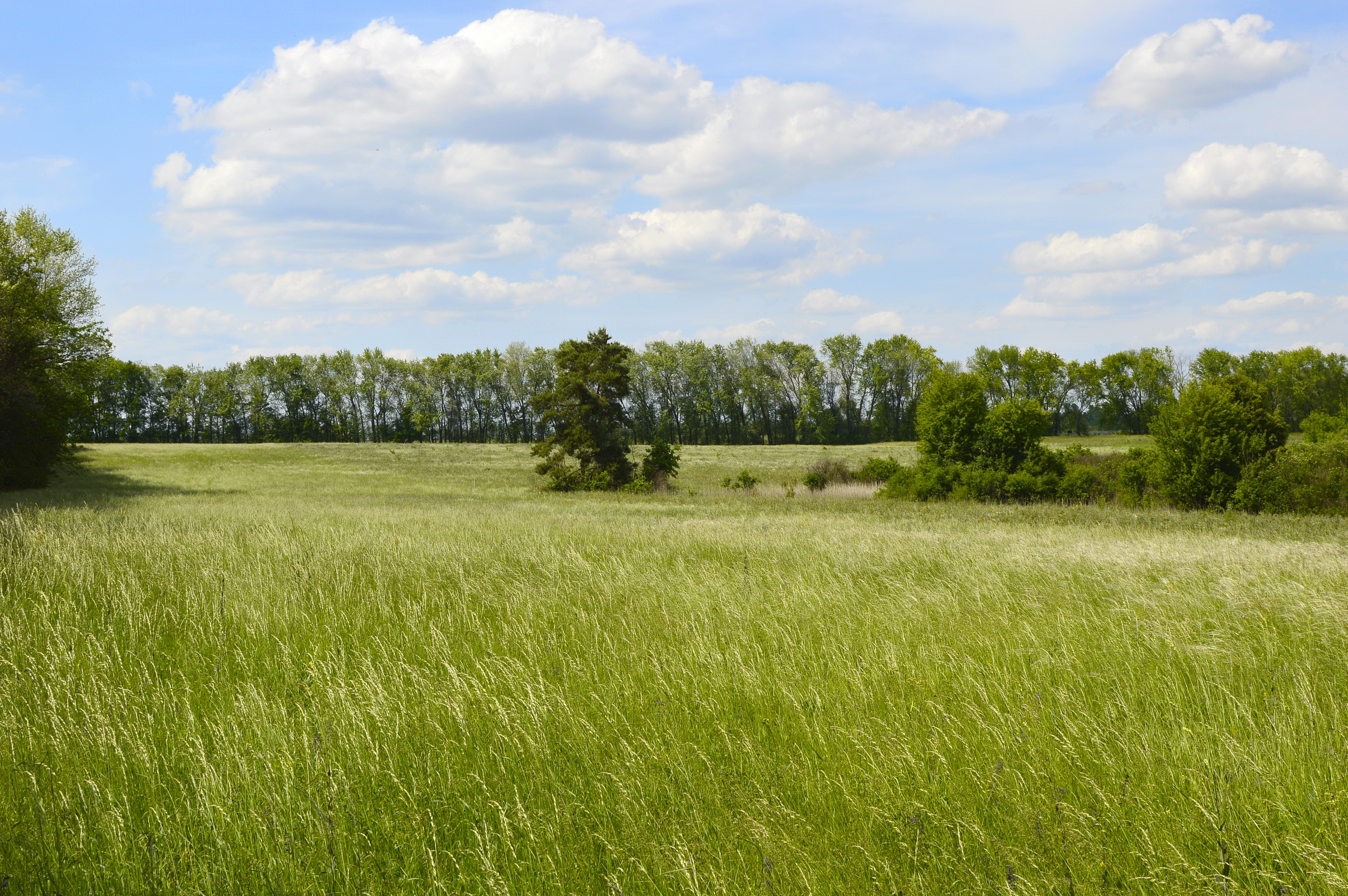
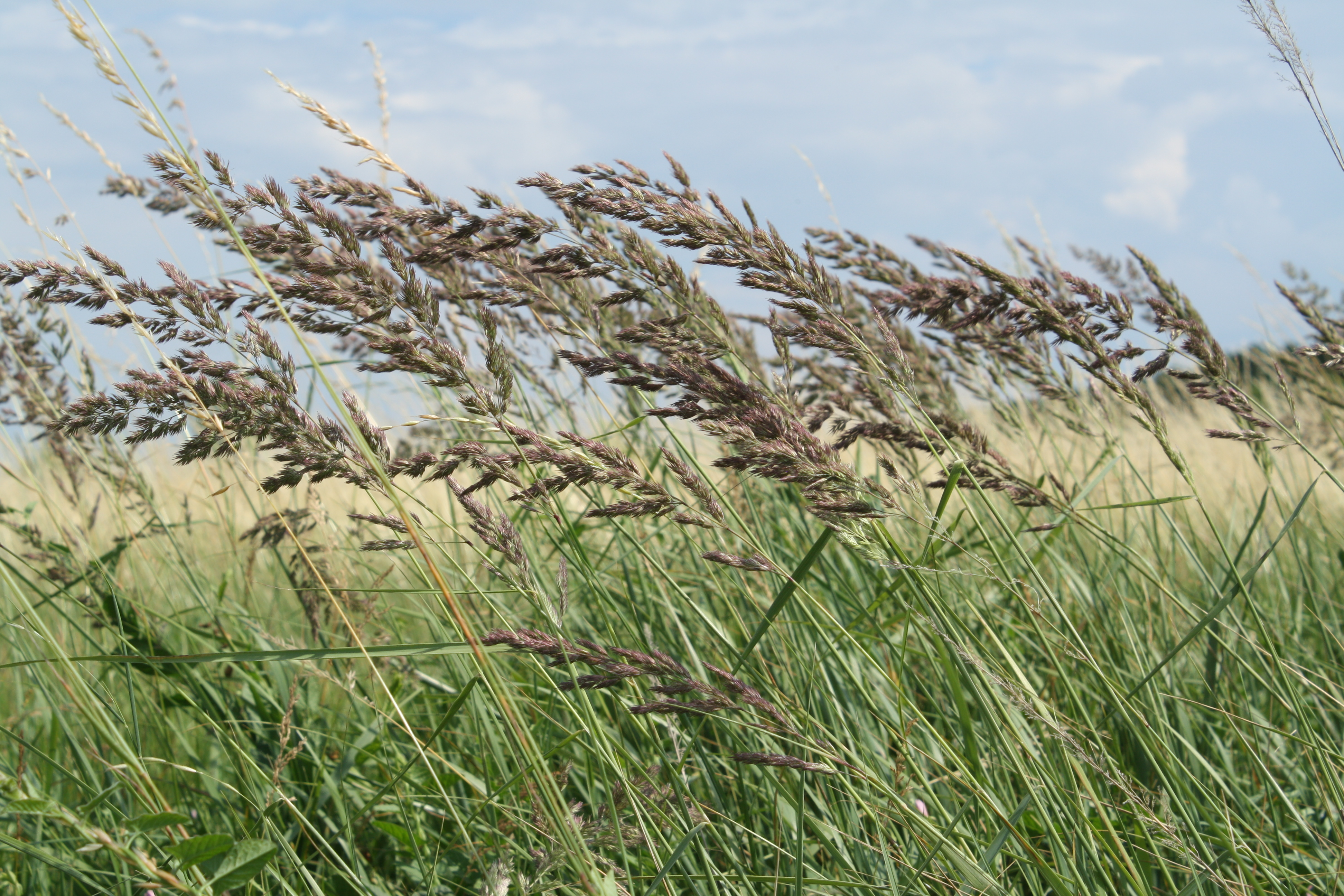

## Ресурси Інтернету
- Географічна енциклопедія України : [у 3 т.] / редкол.: О. М. Маринич (відповід. ред.) та ін. — К., 1989—1993. — 33 000 екз. — ISBN 5-88500-015-8.
- Офіційне інтернет-представництво Президента України
- Про створення заповідника «Михайлівська цілина»: Нові заповідники та національні парки Північної України. З серії «Новий злет природно-заповідної справи на Україні» [Архівовано 27 лютого 2021 у Wayback Machine.]